# Öngól
Az öngól a labdával kapura játszott csapatsportokban az az eset, amikor az egyik vagy másik csapat játékosa véletlenül saját hálójába juttatja a labdát úgy, hogy nagy részben hozzájárult ahhoz, hogy gól legyen.
Nem számít öngólnak az, ha például a kapus ujjáról pattan be a lövés, vagy a védekező játékosról egy olyan lövés pattan be a hálóba, ami valószínűleg egyébként is gól lett volna.

## Híres öngólok
- Az 1994-es labdarúgó-világbajnokságon a kolumbiai Andrés Escobar öngólt szerzett az amerikaiak ellen. Escobart a világbajnokság után Kolumbiában meggyilkolták.[1]